# Get Happy!
Get Happy! (с англ. — «Стань счастливым!») — шестнадцатый студийный альбом американской джазовой певицы Эллы Фицджеральд, выпущенный на лейбле Verve Records в 1959 году под студийным номером Verve V6-4036. Пластинка включает 12 песен, записанных в разное время с оркестрами Нельсона Риддла, Фрэнка Деволя, Рассела Гарсия и Пола Уэстона.
В 1998 году Verve перевыпустила запись в формате CD, в новую версию вошли два бонусных трека: «A-Tisket, A-Tasket» и «The Swingin’ Shepherd Blues».

## Список композиций
| №                   | Название                          | Текст песни                       | Музыка                      | Длительность |
| ------------------- | --------------------------------- | --------------------------------- | --------------------------- | ------------ |
| 1.                  | «Somebody Loves Me»               | Баллард Макдональд, Бадди Дасилва | Джордж Гершвин              | 2:36         |
| 2.                  | «Cheerful Little Earful»          | Айра Гершвин, Билли Роуз          | Гарри Уоррен                | 2:06         |
| 3.                  | «You Make Me Feel So Young»       | Мак Гордон                        | Джозеф Майроу               | 2:19         |
| 4.                  | «Beat Me Daddy, Eight to the Bar» | Дон Рэй                           | Хью Принс                   | 2:28         |
| 5.                  | «Like Young»                      | Пол Уэбстер                       | Андре Превин                | 3:00         |
| 6.                  | «Cool Breeze»                     | Билли Экстайн                     | Тэд Демерон, Диззи Гиллеспи | 1:56         |
| Общая длительность: | Общая длительность:               | Общая длительность:               | Общая длительность:         | 14:25        |

| №                   | Название                      | Текст песни         | Музыка              | Длительность |
| ------------------- | ----------------------------- | ------------------- | ------------------- | ------------ |
| 7.                  | «Moonlight Becomes You»       | Джонни Берк         | Джимми Ван Хьюзен   | 3:06         |
| 8.                  | «Blue Skies»                  | Ирвинг Берлин       | Ирвинг Берлин       | 3:43         |
| 9.                  | «You Turned the Tables on Me» | Сидни Митчелл       | Луи Альтер          | 2:31         |
| 10.                 | «Gypsy in My Soul»            | Клэй Боланд         | Мо Джаффе           | 2:39         |
| 11.                 | «Goody Goody»                 | Джонни Мёрсер       | Мэтти Мальнек       | 2:28         |
| 12.                 | «St. Louis Blues»             | Уильям Хэнди        | Уильям Хэнди        | 3:53         |
| Общая длительность: | Общая длительность:           | Общая длительность: | Общая длительность: | 18:20        |

| №                   | Название                      | Текст песни         | Музыка              | Длительность |
| ------------------- | ----------------------------- | ------------------- | ------------------- | ------------ |
| 13.                 | «A-Tisket, A-Tasket»          | Элла Фицджеральд    | Ван Александр       | 2:20         |
| 14.                 | «The Swingin’ Shepherd Blues» | Рода Робертс        | Мо Коффман          | 2:50         |
| Общая длительность: | Общая длительность:           | Общая длительность: | Общая длительность: | 5:10         |

## Участники записи
- Элла Фицджеральд — вокал.
- Нельсон Риддл, Фрэнк Деволь, Рассел Гарсия, Пол Уэстон, Марти Пейч — аранжировки, дирижирование.
- Пол Смит, Лу Леви, Клод Уильямсон-младший, Арнольд Росс — фортепиано.
- Херб Эллис, Барни Кессел — гитара.
- Джо Мондрагон, Ред Митчелл, Филип Стивенс — контрабас.
- Билл Ричмонд, Элвин Столлер, Джек Сперлинг — барабаны.
- Конрад Голла, Кэппи Льюис, Шорти Шерок, Фрэнк Бич, Пит Кандоли, Аль Порчино, Филип Кандрева, Стью Уильямсон, Бадди Чилдерс, Джон Бест, Гарри Эдисон, Дон Фагерквист, Мэнни Кляйн, Рэй Линн, Джордж Верт — трубы.
- Дик Ноэл, Томми Педерсон, Джордж Робертс, Гарри Беттс, Ллойд Альят — тромбоны.